# Жолдішешть
Жолдішешть, Жолдішешті (рум. Joldișești) — село у повіті Алба в Румунії. Входить до складу комуни Соходол.
Село розташоване на відстані 323 км на північний захід від Бухареста, 56 км на північний захід від Алба-Юлії, 71 км на південний захід від Клуж-Напоки, 145 км на північний схід від Тімішоари.

## Населення
За даними перепису населення 2002 року у селі проживали 14 осіб, усі — румуни. Усі жителі села рідною мовою назвали румунську.